# Wydział Matematyczno-Fizyczny Uniwersytetu Szczecińskiego

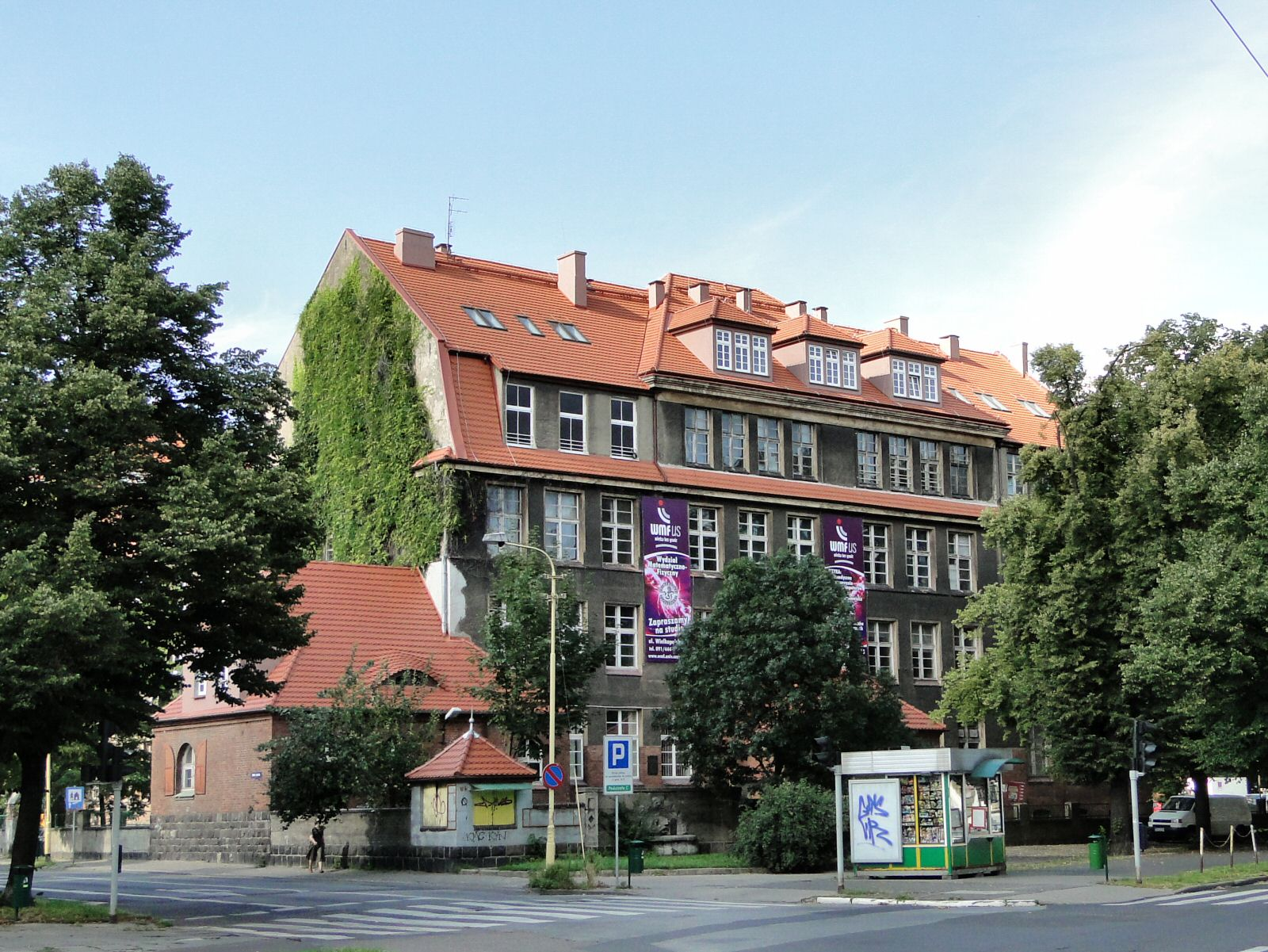
Gmach wydziału przed remontem (2009)

Wydział Matematyczno-Fizyczny Uniwersytetu Szczecińskiego – dawny wydział Uniwersytetu Szczecińskiego. Jego siedziba znajdowała się przy ulicy Wielkopolskiej 15 w Szczecinie. Dnia 1 października 2019 r. wydział stał się częścią nowo utworzonego Wydziału Nauk Ścisłych i Przyrodniczych.

## Struktura
Na Wydziale Matematyczno-Fizycznym funkcjonowały następujące jednostki organizacyjne:
- Instytut Matematyki. wmf.usz.edu.pl. [zarchiwizowane z tego adresu (2017-12-01)].
  - Zakład Algebry
  - Zakład Analizy Matematycznej
  - Zakład Analizy Zespolonej
  - Zakład Analizy Nieliniowej
  - Zakład Geometrii i Topologii
  - Zakład Sterowania i Optymalizacji
  - Zakład Teorii Liczb
  - Pracownia Dydaktyki Matematyki
  - Pracownia Informatyki
- Instytut Fizyki
  - Zakład Astronomii i Astrofizyki
  - Zakład Elektrodynamiki i Optyki
  - Zakład Fizyki Jądrowej i Medycznej
  - Zakład Fizyki Ciała Stałego
  - Zakład Fizyki Molekularnej
  - Zakład Teorii Pola
  - Zakład Fizyki Morza i Środowiska
  - Zakład Kosmologii i Teorii Grawitacji
  - Pracownia Dydaktyki Fizyki i Astronomii
- Katedra Edukacji Informatycznej i Technicznej w bazie instytucji naukowych portalu Nauka Polska (OPI).
- Biblioteka
- Ogólnopolskie Centrum Badań w Zakresie Astrobiologii i Dziedzin Pokrewnych CASA*

## Kierunki studiów
- Matematyka
- Fizyka

## Władze
- Dziekan: prof. dr hab. Zbigniew Konrad Czerski[2]
- Prodziekan ds studenckich: dr Andrzej Wiśniewski[2]
- Prodziekan ds Nauki: prof. dr hab. Grigorij Sklyar[2]